# درباره کالبد

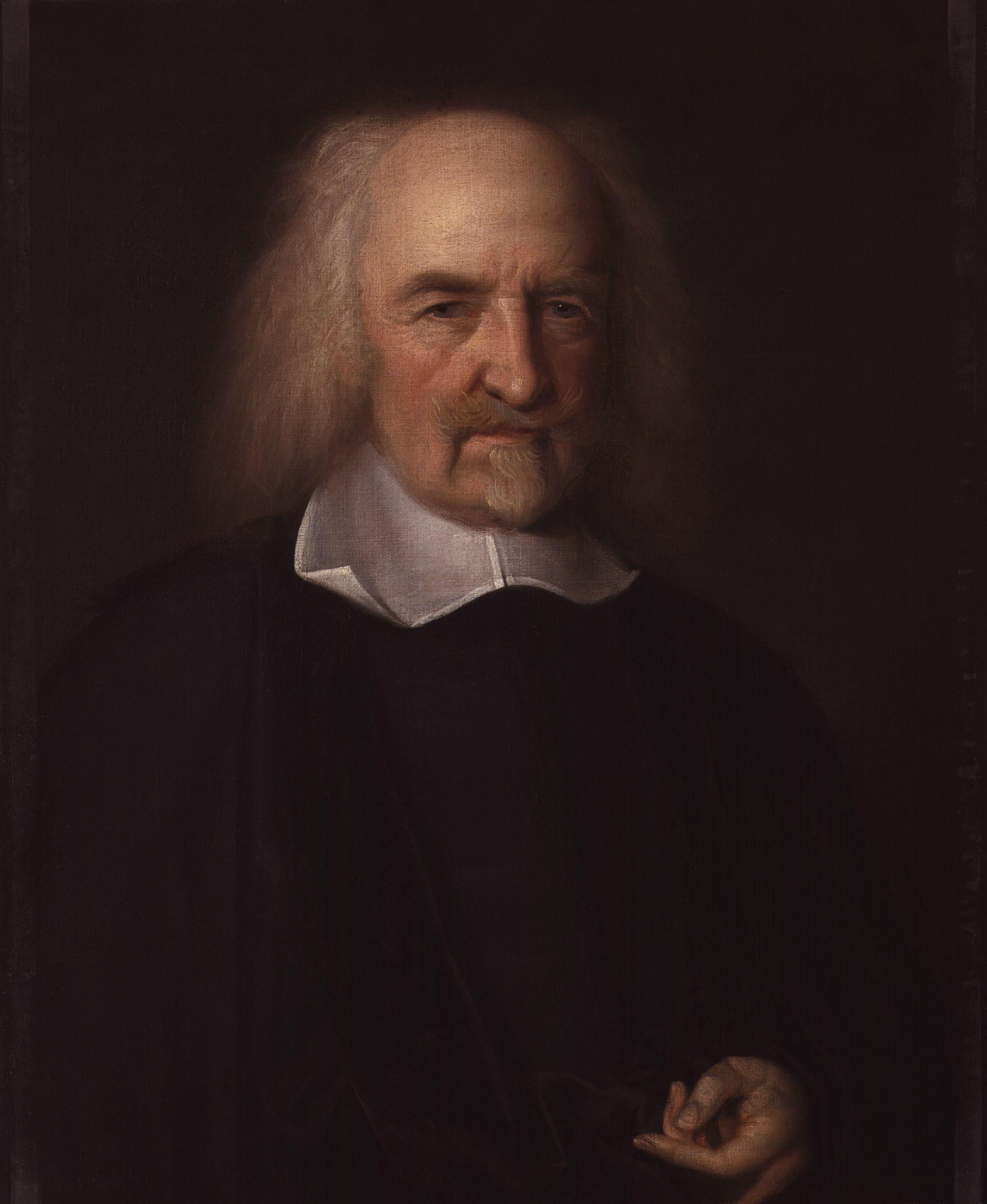
توماس هابز

دربارهٔ کالبد (به زبان لاتین: De Corpore) نام کتابی از توماس هابز فیلسوف و اندیشمند انگلیسی است. هابز این کتاب را به زبان لاتین نوشت. این کتاب در سال ۱۶۵۵ میلادی چاپ شد. ترجمهٔ انگلیسی آن در سال ۱۶۵۶ در لندن منتشر شد.